# 1993 DB1
1993 DB1 är en asteroid i huvudbältet som upptäcktes den 20 februari 1993 av de båda japanska astronomerna Tsutomu Hioki och Shuji Hayakawa vid Okutama-observatoriet.
Asteroiden har en diameter på ungefär 5 kilometer.